# بوينتي ليبل (كيبك)
بوينتي ليبل (بالإنجليزية: Pointe-Lebel, Quebec)‏ هي بلدية محلية في كيبيك تقع في كندا في Manicouagan Regional County Municipality. يقدر عدد سكانها بـ 1,973 نسمة ومساحتها 121.30 كم2 .